# Bezmer (Jambol)
Bezmer (Bulgaars: Безмер) is een dorp in de Bulgaarse gemeente Toendzja, oblast Jambol. Het dorp ligt 9 km ten westen van Jambol en 252 km ten zuidoosten van Sofia.

## Bevolking
De eerste officiële volkstelling van 1934 registreerde 1.748 inwoners. Dit aantal groeide tot een hoogtepunt van 2.093 inwoners in 1975. Sindsdien neemt het inwonersaantal langzaam maar geleidelijk af. Op 31 december 2019 telde het dorp precies 1.036 inwoners.
| Jaar           | 1934  | 1946  | 1956  | 1965  | 1975  | 1985  | 1992  | 2001  | 2011  | 2019  |
| -------------- | ----- | ----- | ----- | ----- | ----- | ----- | ----- | ----- | ----- | ----- |
| Inwonersaantal | 1.748 | 1.867 | 1.978 | 1.913 | 2.093 | 1.941 | 1.506 | 1.452 | 1.143 | 1.036 |

Van de 1.143 inwoners reageerden er 957 op de optionele volkstelling van 2011. Zo’n 931 personen identificeerden zichzelf als etnische Bulgaren (97%), gevolgd door 18 etnische Roma (2%).
Het dorp heeft een ongunstige leeftijdsopbouw. Van de 1.143 inwoners die in februari 2011 werden geregistreerd, waren er 104 jonger dan 15 jaar oud (9%), 679 inwoners waren tussen de 15-64 jaar oud (59%), terwijl er 360 inwoners van 65 jaar of ouder werden geteld (32%).